# Il dito della scimmia
Il dito della scimmia (The Monkey's Finger) è un racconto di fantascienza di Isaac Asimov pubblicato per la prima volta nel 1953, nel numero di febbraio della rivista Startling Stories.
Successivamente è stato incluso nell'antologia Testi e note (Buy Jupiter and Other Stories) del 1975.
L'idea della storia si basa su una disputa tra Asimov e l'editor H. L. Gold a proposito del racconto Condotto C, mentre il titolo fa riferimento alla storia La zampa di scimmia di W. W. Jacobs..
È stato pubblicato varie volte in italiano a partire dal 1976.

## Trama
Marmaduke Tallinn, uno scrittore fantasy, e il suo editor Lemuel Hoskins sono coinvolti in un'accesa disputa su di una storia che Tallinn sta scrivendo per la rivista di Hoskins. Per dimostrare il suo punto di vista, Tallinn presenta Hoskins a un professore universitario che ha fatto esperimenti su una scimmia rendendola capace di scrivere delle storie con un dato stile e una data atmosfera. Per dimostrare le capacità della scimmia, il professore chiede a Hoskins lo stralcio di uno scritto a caso; Hoskins sceglie un paio di strofe del Lepanto di Gilbert Keith Chesterton, e la scimmia produce la strofa successiva che risulta, a parte gli errori ortografici, uguale al testo originale.
Alla scimmia viene quindi data la storia incompleta di Tallinn e la completa esattamente come si aspetta l'editore, inserendo un cambio di scena laddove Tallinn voleva non inserirla. Tallinn dichiara che questo dimostra il suo punto di vista, e cioè che se accetta di adeguare la sua storia allora non è meglio di una macchina o di una scimmia, e a quel punto l'editor cede.